# 65daysofstatic
65daysofstatic (auch 65dos) ist eine instrumentale Math-Rock- und Post-Rock-Band aus Sheffield, Großbritannien.
Die Band verbindet harte, progressive, gitarrenlastige Instrumentalmusik mit einem gesampleten Off-Beat-Schlagzeug im Stil von Aphex Twin.

## Geschichte
65daysofstatic wurde 2001 bestehend aus Joe „Joe-Fro“ Shrewsbury, Paul Wolinski und Iain Armstrong gegründet. Armstrong verließ die Band im Mai 2003 und wurde durch Feedle ersetzt, der zwar nur für eine kurze Zeit Bandmitglied war, jedoch eine Rolle beim Schreiben ihrer ersten Single des Debüt-Albums The Fall of Math, Retreat! Retreat! gespielt hatte.
Ende 2003 schlossen sich Rob Jones und Gareth Hughes an, wobei Hughes die Band 2004 wieder verließ und durch Simon Wright ersetzt wurde. Zu dieser Zeit erschien auch das Album The Fall of Math und die erste Singleauskopplung Retreat! Retreat!, dessen Anfang ein Sample der Stimme Matt Dillons aus dem Film Singles ist. Die zweite Single Hole ist 2005 als halbstündige 7-Track EP erschienen. Zu beiden Singleauskopplungen wurden Musikvideos produziert.
Die auf 1500 Stück limitierte 7″-Single Radio Protector vom zweiten Album One Time for All Time (2005) wurde im Jahr 2006 veröffentlicht. Laut der Bandwebseite soll es auch nur bei dieser einen Single bleiben. Die ersten 1000 Exemplare haben ein individuelles Polaroidfoto auf der Vorderseite, die in einem Zeitraum zwischen dem 10. November 2005 und dem 7. Februar 2006 von der 65-Familie geschossen wurden. Auf den Exemplaren 1001–1500 befindet sich das gleiche Bild (distant fires).
Am 26. April 2010 erschien mit We Were Exploding Anyway das vierte Album der Band auf dem Plattenlabel Hassle Records. Ersten Plattenkritiken zufolge entfernt sich die Band mit dem neuen Werk vom ursprünglichen Postrock hin zu einem elektronischen Clubsound. Die Band verstärkt den Einsatz von Synthesizern und benutzt seltener E-Gitarren und Schlagzeug.
2016 lieferten sie den Soundtrack für das Computerspiel No Man’s Sky von Hello Games. Dessen prozedural generierter Soundtrack legte die Grundlage für das Projekt Wreckage Systems. Dabei wird bereits von der Band aufgenommene Musik von einem Algorithmus neu zusammengesetzt. Das Ergebnis wird auf dem YouTube-Kanal der Band live übertragen und teilweise in Form von EPs veröffentlicht.

## Diskografie

### Alben
- 2004: The Fall of Math (20. September)
- 2005: One Time for All Time (24. Oktober)
- 2007: The Destruction of Small Ideas (April 2007)
- 2009: Escape from New York (Doppel-CD mit Liveaufnahmen und DVD, April 2009)
- 2010: We Were Exploding Anyway (30. April)
- 2011: Silent Running (Soundtrack zu Lautlos im Weltraum, 14. November)
- 2013: Wild Light (September 2013)
- 2016: No Man's Sky: Music for an Infinite Universe (Soundtrack für das Videospiel No Man’s Sky)
- 2019: replicr, 2019 (27. September)

### EPs
- 2003: Stumble.Stop.Repeat. (1. Dezember)
- 2005: Hole (14. März)
- 2008: The Distant and Mechanised Glow of Eastern European Dance Parties (April)
- 2010: Heavy Sky (29. Oktober)

### Wreckage Systems
- 2021: Under the Summs. (5. April)
- 2021: Tomorrowd (10. Mai)
- 2021: Available Data (21. Juni)
- 2021: Mimik (6. September)

### Singles
- 2004: Retreat! Retreat! (29. November)
- 2006: Radio Protector (27. Februar)
- 2007: Don't Go Down to Sorrow

### Sonstiges
- 2003: Unreleased/Unreleasable Volume 1: 65’s.late.nite.double-a-side.college.cut-up.trailers.for.the.looped.future. (Mai 2003)
- 2005: Unreleased/Unreleasable Volume 2: How I Fucked Off All My Friends (März 2005)
- 2005: Unreleased/Unreleasable Volume 3: The Kids Have Eyes, DVD (Oktober 2005)
- 2006: B-sides and Rarities Volume 1: And Then We Take Japan, CD und DVD, nur in Japan veröffentlicht (November 2006)
- 2008: RMXSCEE, inoffizielle CD mit Remixen der Bandmitglieder